# アマーリエ・マーネソーヴァー
アマーリエ・マーネソーヴァー（Amalie Mánesová、1817年1月21日 - 1883年7月4日）は、チェコの女性画家、美術教師である。主に風景画を描いた。画家のヨゼフ・マーネスとクイド・マーネスの姉である。

## 略歴
プラハで生まれた。多くの画家をだした家系の出身である。父親のアントニーン・マーネス（Antonín Mánes:1784-1843）は風景画家で、叔父のヴェンツェル・マーネス（Wenzel Mánes:1793-1858）も画家で、プラハの絵画学校の校長だった。弟のヨゼフ・マーネス（Josef Mánes、1820-1871）とクイド・マーネス(Quido Mánes:1828-1880)も画家になった。
父親から絵を学び、肖像画に興味を持ったが、父親は肖像画家は女性の仕事にふさわしくないと主張し、風景画に集中することになった。1840年に弟のヨーゼフとともにリーゼン山脈（Riesengebirge）で絵を描き、1年後にはヨーゼフと一緒にドレスデン旅し、ウィーンとオーストリア・アルプスも何度か訪れた。油彩と水彩で果物や花の静物画も描いた。
1843年に父親が亡くなった後、父親が与えられていたシュテルンベルク宮殿の住居から、小さな住居に移らなければならなかった。アマリーは病気の母親と弟たち世話をすることになり、才能は認められていたが、画家としての活動の時間は少なくなった。彫刻家のヴァーツラフ・レヴィ（Václav Levý: 1820-1870）からの求婚を断った。父親がしていた裕福な貴族のために美術教師の仕事をして得た収入で弟たちが画家の修行を続けるのを支えた。
1853年に、プラハのスパーレナ通りに貴族女性や中流階級の家庭の女性や少女のための私立の絵画学校を開いた。画家のマリー・リヴァンコヴァ（Marie Livancová）やマリー・リゲロヴァ（Marie Riegerová）、ズデンカ・ブラウネロヴァ（Zdenka Braunerová）らを教えた。1850年代の終わりには、オーストリアの貴族エーレンタール家（Aehrenthal）が所有するフルバ・スカラ城（Schloss Hrubá Skála）に滞在し絵を描き、伯爵夫人に絵を教えた。
弟のヨーゼフがメイドと間に子供ができて、結婚を望んだ時に、ヨーゼフとの関係を係を断った。フランティシェク・コジク（Frantisek Kozík）の脚本によるヨゼフ・マーネスの恋愛を題材にしたチェコ映画「Paleta lásky (愛のパレット)」(1976)が作られている。1866年にヨーゼフがローマで病気が悪化したとき、ローマからプラハに連れ帰り、1871年に彼が亡くなるまで世話をした。その後、1880年に弟のクイドが亡くなるまで彼の世話をした。
1883年にプラハで亡くなった。

## 作品

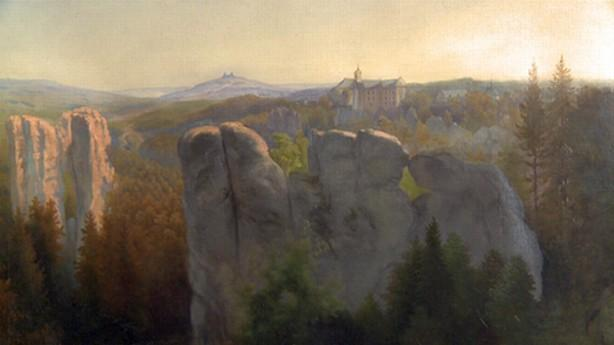
フルバ・スカラの風景
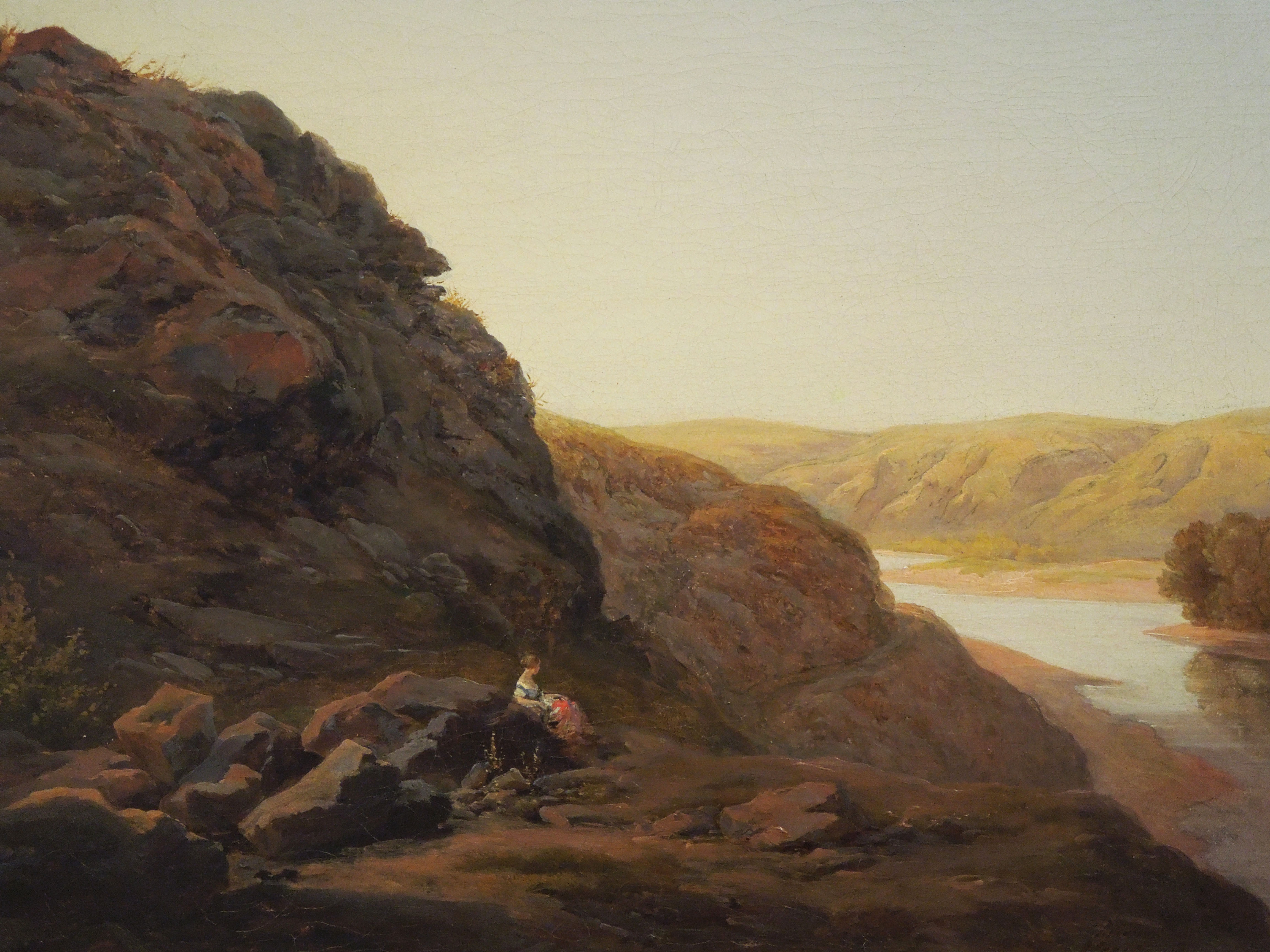
人物のいる風景画(1843)
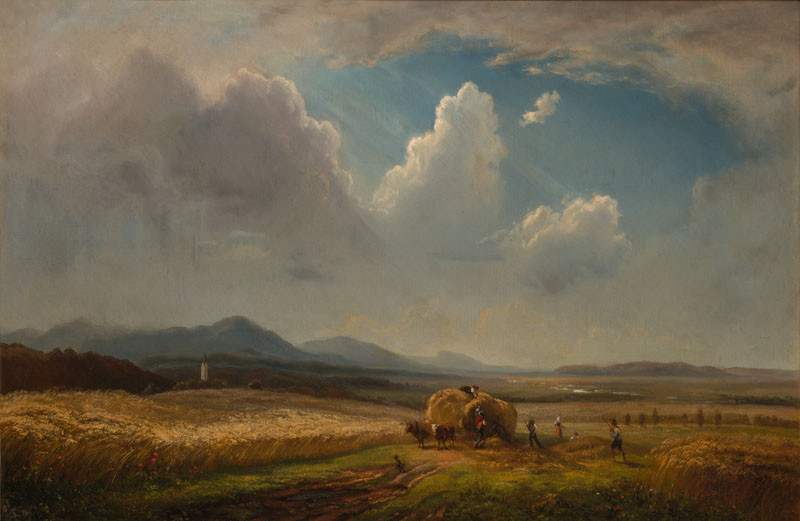
収穫
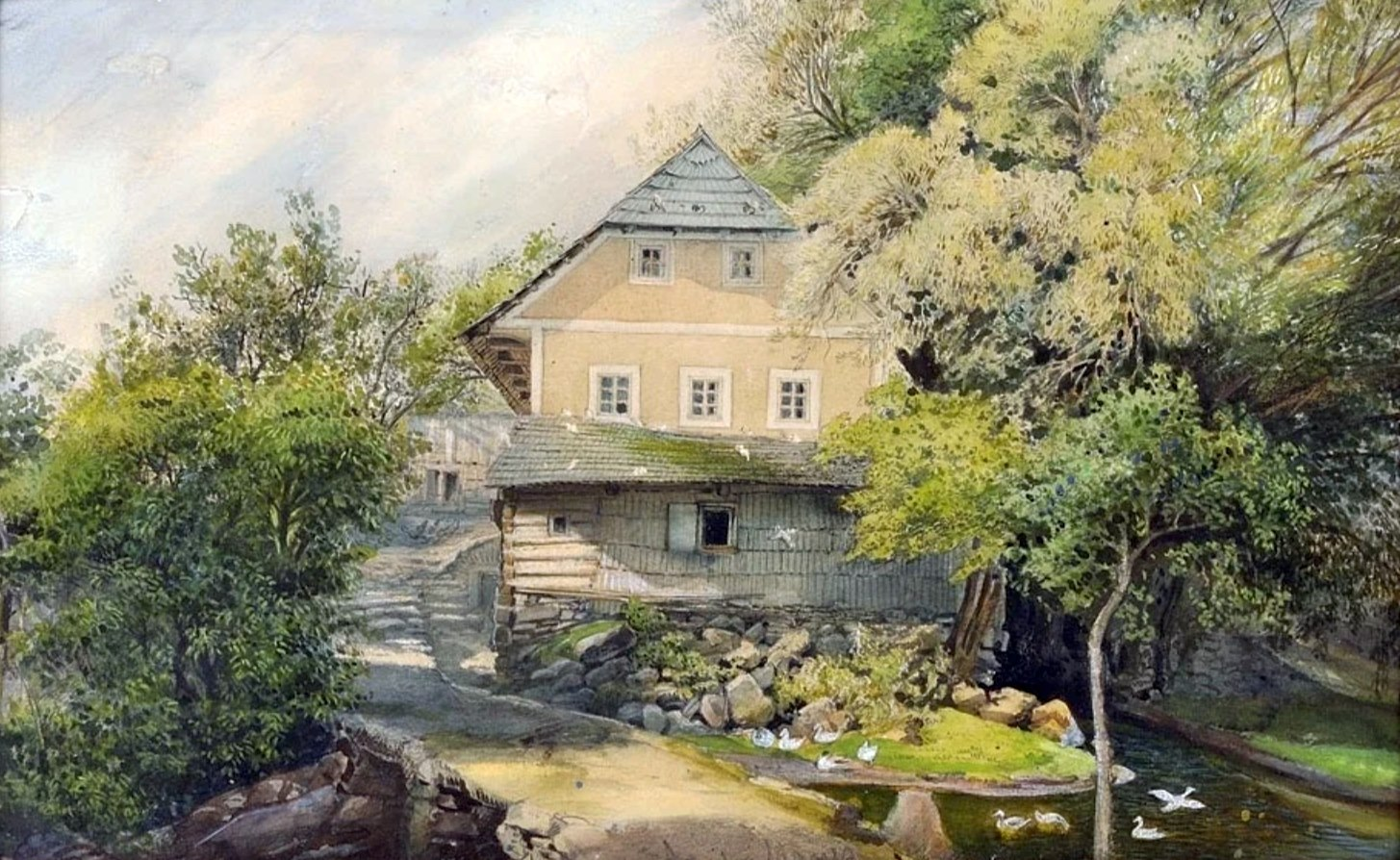
水辺のコテッジ(水彩作品)